# Норюнай
Норюнай (лит. Noriūnai) — селище у Купишкіському районі Паневезького повіту Литви. Адміністративний центр однойменного староства.

## Географія
Норюнай розташований за 7 км на південний схід від Купишкіса, та за 11 км на північний захід від Субачюса.

## Інфраструктура
У Нюрунаї є середня школа, бібліотека, пошта та маєток Норюнай, який є пам'яткою культури Литви. Вперше маєток згадано у 1665 році. Маєток належав: Венсловавичам, Тишкевичам, Тізенгаузам, Огінським, Комарам. 
У XVII-XVIII столітті в маєтку вирощували коней породи жемайтукай. Наприкінці XVIII століття маєток був перебудований. Палац в маєтку збудований у стилі класицизму, має деталі маньєризму. Архітектурний ансамбль маєтку Норюнай складається з палацу та житлового приміщення для прислуги. Збереглися дві вежі з доломіту. Цегляні стіни колишнього житлового приміщення для наймитів прикрашені мозаїкою. У парку збереглися стара модрина, ялина, сірий волоський горіх.

## Населення
Станом на 2011 рік, населення міста становить 928 осіб. 
| Динаміка населення з 1959 по 2011 |      |      |          |          |
| 1959пер.                          | 1980 | 1986 | 2001пер. | 2011пер. |
| 301                               | 830  | 1309 | 1176     | 928      |
| Гістограма динаміки населення     |      |      |          |          |

## Світлини

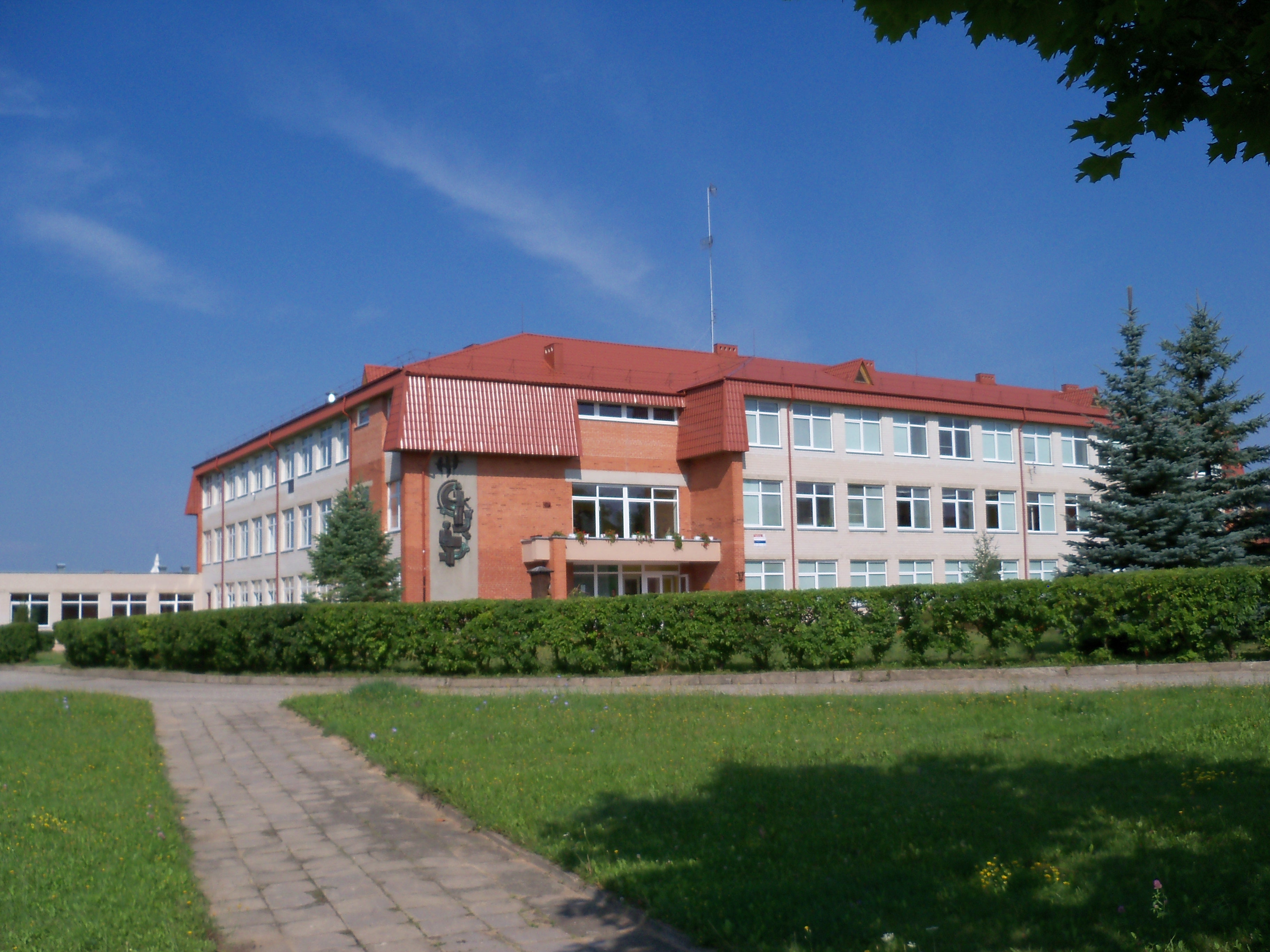
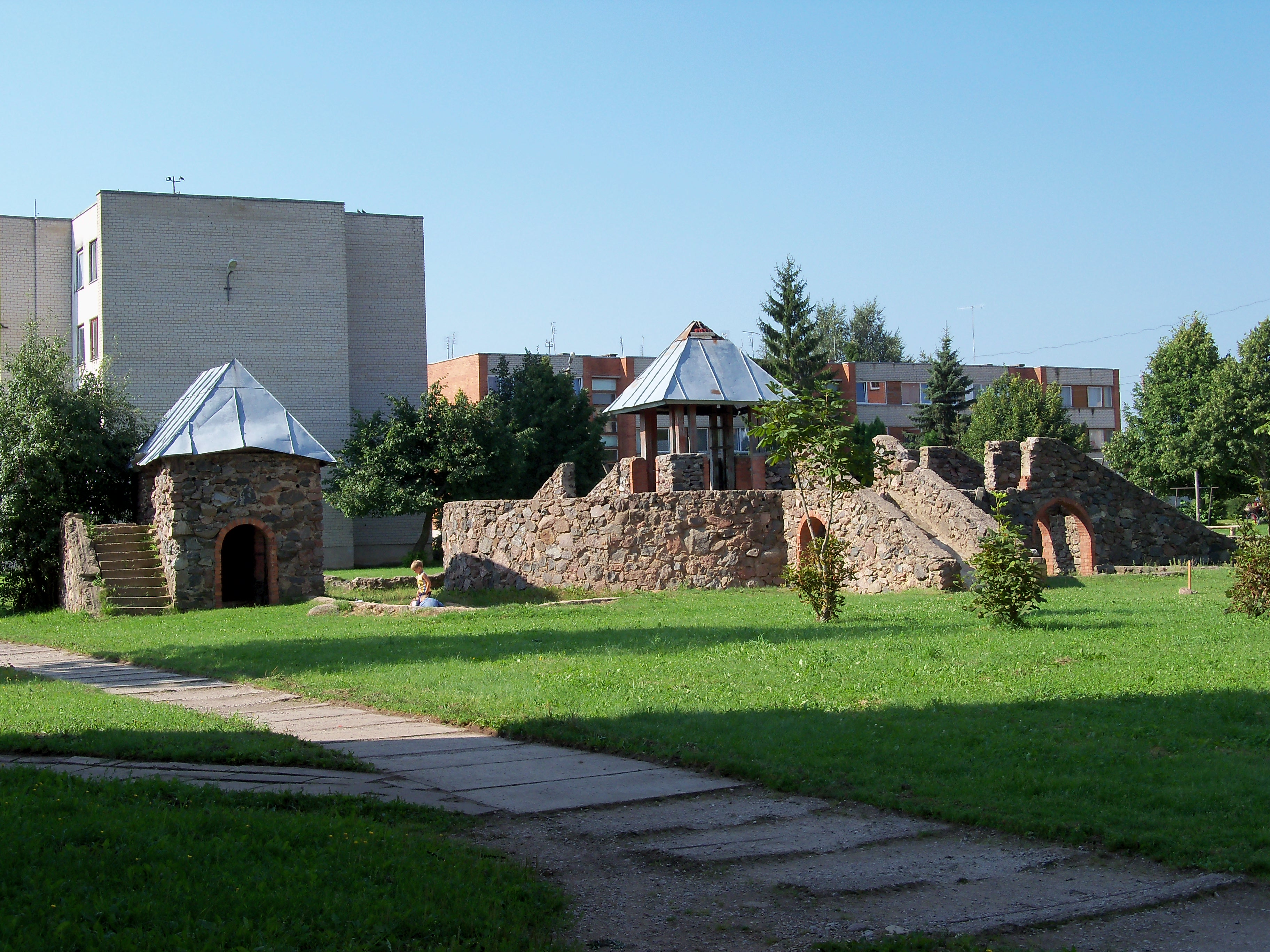
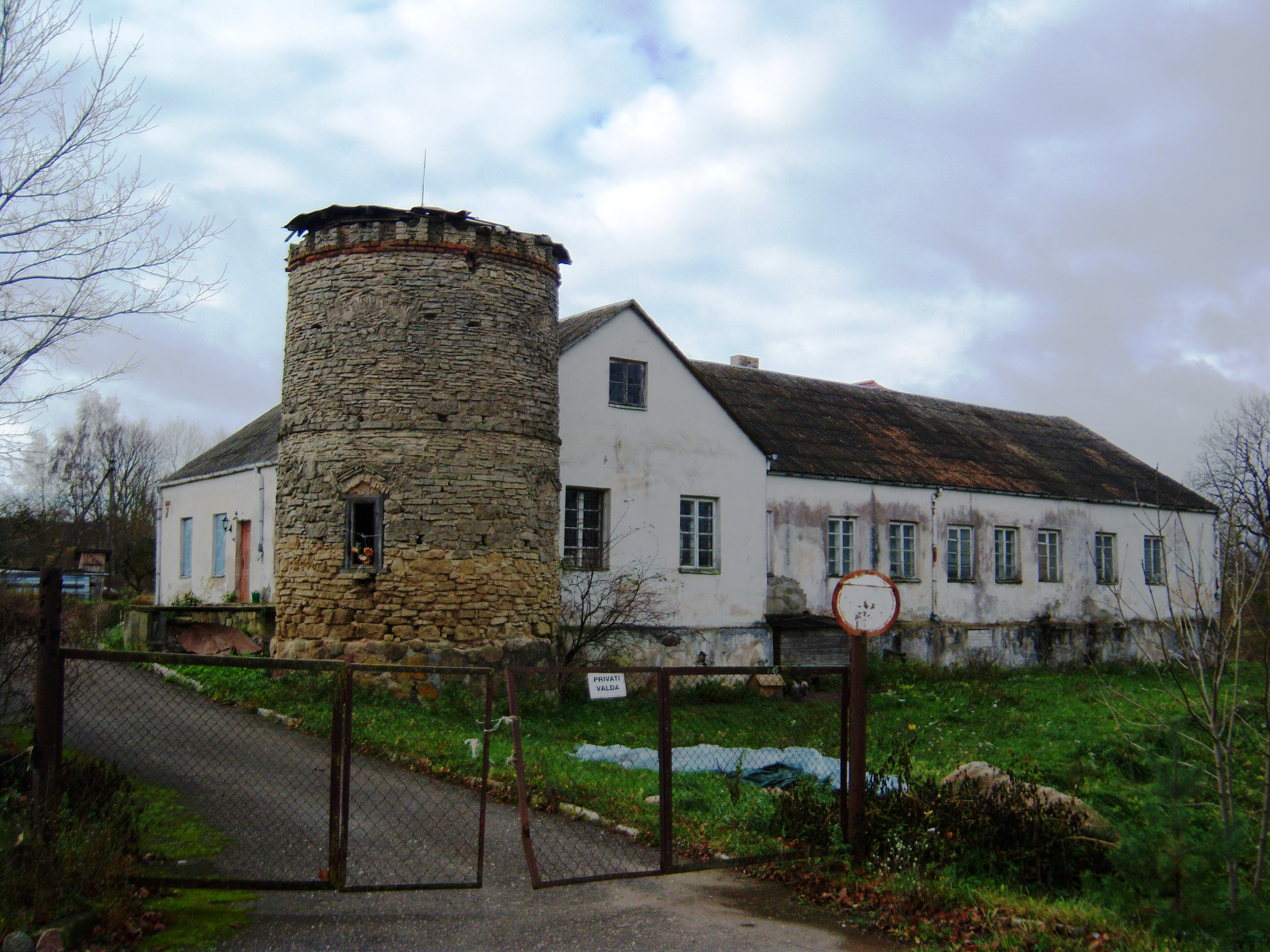

## Відомі люди
- Вітаутас Рудокас (лит. Vytautas Rudokas; нар. 13 лютого 1928 — пом. 13 липня 2006) — литовський поет, журналіст та перекладач.